# Pseudoleptonema godapitigama
Pseudoleptonema godapitigama är en nattsländeart som beskrevs av Schmid 1958. Pseudoleptonema godapitigama ingår i släktet Pseudoleptonema och familjen ryssjenattsländor. Inga underarter finns listade i Catalogue of Life.